# Сабелли, Стефано
Стефано Сабелли (итал. Stefano Sabelli; род. 13 января 1993, Рим) — итальянский футболист, правый защитник клуба «Дженоа».

## Клубная карьера
Стефано Сабелли начал свою карьеру в академии «Ромы». А позже начал играть за молодёжную команду до 19 лет.
В июля 2012 года Сабелли был отдан в аренду «Бари». За основной состав клуба Стефано дебютировал в матче Кубка Италии 2012/13 против «Перуджи», со счётом 1 - 4. На следующий день после окончания аренды игрок перешёл в «Бари». 7 мая 2017 года он получил серьёзную травму колена в матче против «Авеллино».
21 января 2016 футболист перешёл в «Карпи» на правах аренды.
1 июля 2018 года итальянец перешёл в клуб Серии B «Брешиа».
19 января 2021 года Стефано перешёл в «Эмполи».
19 июля 2021 года Сабелли подписал с клубом серии А «Дженоа» четырехлетний контракт.
14 января 2022 года он вернулся в «Брешию» на правах аренды.

## Международная карьера
За свою карьеру Стефано Сабелли играл за сборные Италии до 18 (в 2011 году), до 19 (с 2011 по 2012 год), до 20 лет (с 2012 по 2013 год) и до 21 года (с 2013 по 2015 год).

## Достижения
«Рома (U-19)»
- Молодёжный чемпионат Италии: 2010/11[12]
- Молодёжный кубок Италии: 2011/12[12]

«Брешиа»
- Серия B: 2018/19[12]

«Эмполи»
- Серия B: 2020/21[12]

## Личная жизнь
Стефано Сабелли женат на Роберте Вольякко, сестре своего товарища по команде из «Дженои» Алессандро Вольякко. У Стефано и Роберты есть близнецы, родившиеся в конце 2021 года.